# Rachidion obesum
Rachidion obesum är en skalbaggsart som beskrevs av Newman 1840. Rachidion obesum ingår i släktet Rachidion och familjen långhorningar.
Artens utbredningsområde är Paraguay. Inga underarter finns listade i Catalogue of Life.